# Ranunculus elenevskyi
Ranunculus elenevskyi är en ranunkelväxtart som beskrevs av M.V. Sokolova. Ranunculus elenevskyi ingår i släktet ranunkler, och familjen ranunkelväxter. Inga underarter finns listade i Catalogue of Life.